# Sala de Concertos de Atenas
A Sala de Concertos de Atenas é uma sala de concertos situada na Avenida Vasilissis Sofias, em Atenas, Grécia.
A sala foi inaugurada em 1991 com duas salas. Desde então, foi aumentada com mais duas salas e tem agora um total de quatro: duas grandes e duas mais pequenas. A sala dispõe de óptimas instalações para espectáculos de ópera, sendo apresentadas algumas óperas em cada temporada.
A estação Megaro Moussikis do metro de Atenas fica mesmo em frente à Sala, na linha 3.